# Bipora pagoda
Bipora pagoda är en mossdjursart som beskrevs av Lu 1991. Bipora pagoda ingår i släktet Bipora och familjen Biporidae. Inga underarter finns listade i Catalogue of Life.